# Заречье (Нерехтский район)
Заречье — деревня в Нерехтском районе Костромской области. Входит в состав Волжского сельского поселения.

## История
В 1966 году указом президиума ВС РСФСР деревня Кунятино была переименована в Заречье.

## Население
| 2008 | 2010 | 2014 |
| ---- | ---- | ---- |
| 2    | ↗6   | ↘2   |